# Klasztor Zakonu Braci Mniejszych Kapucynów z kościołem przyklasztornym św. Antoniego z Padwy w Sędziszowie Małopolskim
Klasztor Zakonu Braci Mniejszych Kapucynów z kościołem przyklasztornym pw. św. Antoniego z Padwy w Sędziszowie Małopolskim – zespół klasztorny należący do prowincji św. Józefa Oblubieńca Najświętszej Maryi Panny Zakonu Braci Mniejszych Kapucynów w Krakowie. Jeden z zabytków miasta.
Ufundowany przez Michała Potockiego zespół został wzniesiony 1739–1756. Kongregacja Biskupów i Zakonników 18 września 1739 zezwoliła na erekcją klasztoru. Kamień węgielny został poświęcony 26 października 1741 przez księdza Józefa Olszewskiego, kanonika i proboszcza z Trzciany, delegata biskupa krakowskiego. Plany zostały wykonane i budowa została przeprowadzona przez architekta Jana Opitza. Cegła z herbem Pilawa została specjalnie wypalona na tę budowę. Krzyże ołtarzowe zostały wykonane w kości słoniowej. Antepedia i ornaty zostały wykonane z gobelinu. Forma do wypiekania opłatków powstała w 1743. 28 września 1766 Ignacy Krzyżanowski, biskup saldycejski i kanclerz przemyski, konsekrował kościół pod wezwaniem świętego Antoniego Padewskiego. Po utraceniu konsekracji przez ołtarz główny biskup Jerzy Ablewicz, ordynariusz tarnowski, rekonsekrował go 4 października 1966.
W świątyni znajdują się obrazy słynące łaskami: w ołtarzu głównym św. Antoni Padewski (pochodzący z Oleska), namalowany przez Szymona Czechowicza, obozowy Matki Bożej Częstochowskiej (podarowany przez fundatora) i Matki Bożej Łaskawej (pochodzący z Kutkorza).
Elewacja świątyni pierwotnie posiadała jeden gzyms wieńczący powyżej gzymsu klasztornego, nad którym umieszczona była piękna attyka z wolutami, dużym oknem i powyżej trójkątnym tympanonem. Obecna forma pochodzi być może z czasów przebudowy w II połowie XIX wieku. Plac przykościelny został także przebudowany w tym czasie i oszpecony podcieniami, aby uchronić stacje Drogi Krzyżowej.
Po drugiej wojnie światowej został zmieniony wystrój zakrystii. 1966–1970 stare ławy pochodzące z czasów fundacji, drzwi i zamki zostały zastąpione nowszymi.
Oryginalna elewacja klasztoru była nakryta dachem czterospadowym, bystrzejszym od obecnego, razem z dymnikami. W refektarzu znajduje się tryptyk Jacka Olexińskiego pochodzący z 1754 roku, marmurowy lawaterz pochodzący z II połowy XVIII wieku oraz portrety fundatorów.
Nowicjat znajdował się w klasztorze w czasach prowincji polskiej i 1810–1965, a od 1970 znajduje się tu ponownie. 1927–1930 o. Roman Bałut dobudował częściowo drugie piętro potrzebne dla nowicjatu.